# Mahlaing
Mahlaing är en kommun i Myanmar.   Den ligger i regionen Mandalayregionen, i den centrala delen av landet, 160 km norr om huvudstaden Naypyidaw. Antalet invånare är 154 860.